# Вътрешна енергия
Вътрешната енергия на една термодинамична система се означава обикновено с U и представлява сборът от цялостната кинетична енергия, дължаща се на движението на молекулите, както и потенциаланата енергия, свързана с електрическата енергия на атомите и молекулите и съставящите ги частици (дори и тези които още не са открити). Тя включва и енергията на химическите връзки и тази на свободните електрони в металите. Следователно вътрешната енергия се натрупва от кинетичната енергия на хаотичното движение на молекулите и потенциалната енергия на тяхното взаимодействие, както и вътрешномолекулярната енергия. Абсолютната стойност на вътрешната енергия не може да се изчисли или определи по някакъв начин. Затова в някакво общоприето (стандартно) състояние на системата U се приема за равна на нула или се работи с изменението на вътрешната енергия ΔU.
Вътрешната енергия на системата е дефинирана от първия закон на термодинамиката и е де факто законът за запазване на енергията.
{\displaystyle \Delta U=Q+W+W'\,}
където
ΔU е промяната във вътрешната енергия на системата по време на процес.
Q е топлината, добавена към job
W е работата, извършена над системата
W'  е енергията, добавена от всички други процеси